# Walter Witzenmann
Walter Witzenmann (* 23. Mai 1908 in Pforzheim; † 15. August 2004 ebenda) war ein deutscher Unternehmer, Politiker der FDP und Förderer von Wissenschaft und Kultur. 

## Leben
Walter Witzenmann studierte Wirtschaftswissenschaften, Soziologie, Geschichte und Philosophie, unter anderem bei Arnold Bergstraesser, Karl Jaspers, Werner Sombart und Alfred Weber. 1935 wurde er an der Universität Heidelberg zum Doktor der Philosophie promoviert. Die Doktorarbeit wurde von Alfred Weber betreut und versucht, den Einfluss des Denkens und der Geschichtsphilosophie des neapolitanischen Gelehrten und Historiographen Giambattista Vico, maßgeblich vermittelt durch die Arbeiten des Sozialphilosophen und Syndikalisten Georges Sorel, auf die "Lehre des Faschismus" (s. unten Veröffentlichungen) nachzuweisen.
Danach trat er in die Firma seines Vaters Emil Witzenmann ein, die sein Großvater Heinrich Witzenmann zusammen mit Eugène Levavasseur, dem Erfinder des Metallschlauches, im Jahre 1854 gegründet hatte. 1937 wurde er Geschäftsführer der Metallschlauchfabrik Pforzheim, war in dieser Funktion bis wenige Jahre vor seinem Tod tätig und legte die Grundlagen für den Aufstieg der Metallschlauchfabrik Pforzheim zur heute weltweit tätigen Witzenmann-Gruppe, Hersteller von flexiblen, metallischen Elementen wie Metallschläuchen, Kompensatoren, Metallbälgen und Fahrzeugteilen mit mehr als zwanzig Unternehmen in Europa, USA, Brasilien, China, Korea und Indien.
Walter Witzenmann war seit 1937 mit der aus Pforzheim stammenden Theaterschauspielerin Ruth Wolber (1909–2012) verheiratet, die an seinen sozialen und kulturellen Initiativen und Tätigkeiten wesentlichen Anteil hat. Walter Witzenmann hatte zwei Adoptivsöhne, Michael Witzenmann-Krell (1939–2002) und Trutz von Trotha (1946–2013).

## Politik
Walter Witzenmann war Mitglied der Freien Demokratischen Partei Deutschlands (FDP). Von 1959 bis 1995 war er als Abgeordneter der FDP Stadtrat im Gemeinderat der Stadt Pforzheim und von 1962 bis 1992 Vorsitzender der FDP-Gemeinderatsfraktion.

## Ehrenämter
Walter Witzenmann engagierte sich in vielen Ehrenämtern. So war er von 1968 bis 1985 Präsident der Deutschen Industrie und Handelskammer (IHK) Nordschwarzwald in Pforzheim, von 1951 bis 2001 ehrenamtlicher Handelsrichter und von 1956 bis 1979 ehrenamtlicher Landesarbeitsrichter.
Weitere Ämter
- Vorsitzender des Verbandes der Deutschen Metallschlauch- und Kompensatoren-Industrie, Stuttgart (1946–1998)
- Vorstandsmitglied im Wirtschaftsverband der Eisen-, Blech- und Metallverarbeitenden Industrie e.V. (EBM), Düsseldorf (1958–2000)
- Vorstandsmitglied im Landesverband der Baden-Württembergischen Industrie e.V., Ostfildern (1968–1998)

Weiterhin war er von 1944 bis 2004 Erster Vorsitzender der Sektion Pforzheim des Deutschen Alpenvereins, gehörte zu den Gründungsmitgliedern bei der Neugründung des Deutschen Alpenvereins nach dem Zweiten Weltkrieg, war Mitbegründer und von der Gründung bis zum Jahre 2001 Erster Vorsitzender der Reuchlin-Gesellschaft Pforzheim und von 1964 bis 2000 Kuratoriumsvorsitzender der Fachhochschule Pforzheim (heute Hochschule Pforzheim). Noch in hohem Alter initiierte er das Pforzheimer Festival "Musik der Welt", förderte es über viele Jahre und unterstützte die Herausgabe der Gesamtausgabe der Schriften seines Lehrers Alfred Weber (1997–2003).

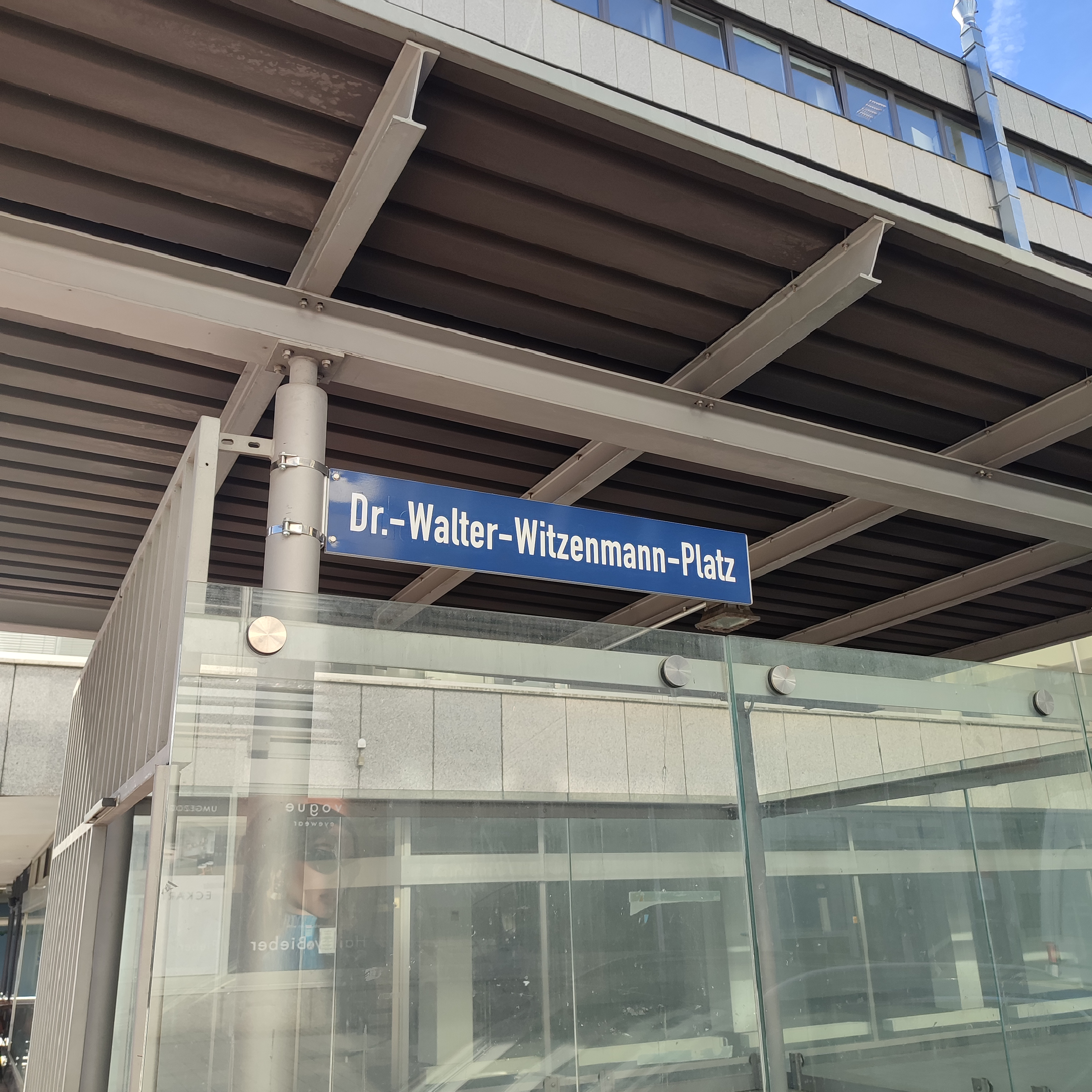

## Ehrungen
1988 wurde Walter Witzenmann mit dem Eintrag in das Goldene Buch und 1995 mit der Ehrenbürgerschaft der Stadt Pforzheim geehrt.  Er ist Ehrensenator der Hochschule Pforzheim, die auch ihr Auditorium maximum nach ihm benannt hat. Die IHK Pforzheim machte ihn 1985 zu ihrem Ehrenpräsidenten. Seit 1998 war er Ehrenvorsitzender des Verbandes der Deutschen Metallschlauch- und Kompensatoren-Industrie, Stuttgart. Nach seinem Ausscheiden aus dem Amt des Vorsitzenden übertrug ihm die Sektion Pforzheim des Deutschen Alpenvereins das Amt des Ehrenvorsitzenden; ebenso benannte sie ihr Sektions- und Ausbildungszentrum in Pforzheim nach ihm (Walter-Witzenmann-Haus). Zwischen 1988 und 1998 erschien die aus drei Bänden bestehende Festschrift "Konstanten für  Wirtschaft und Gesellschaft", die das ökonomische, politische, soziale und kulturelle Engagement von Walter Witzenmann darstellt (s. unten Veröffentlichungen). 
2021 wurde ein an den Pforzheimer Marktplatz angrenzender Bereich Dr.-Walter-Witzenmann-Platz benannt.

## Walter-Witzenmann-Preis
1997 stiftete Walter Witzenmann den nach ihm benannten Preis zur Förderung des kulturwissenschaftlichen Nachwuchses im Land Baden-Württemberg. Der Preis wird jährlich verliehen und ist mit 6.000 € dotiert. Prämiert werden wissenschaftliche Arbeiten aus dem Bereich der Kulturwissenschaften, die von einer Hochschule oder einem Forschungsinstitut des Landes Baden-Württemberg als wissenschaftliche Leistung angenommen und in den jeweils vergangenen zwei Jahren publiziert oder zur Publikation eingereicht wurden. Die vorgeschlagenen Forscher sollten nicht älter als 35 Jahre sein. Vorschlagsberechtigt sind die Mitglieder der philosophisch-historischen Klasse der Heidelberger Akademie der Wissenschaften – die auch die Preisträger nominiert und den Preis verleiht – sowie wissenschaftliche Einrichtungen der Landesuniversitäten Baden-Württembergs und außeruniversitäre Forschungsinstitutionen Baden-Württembergs.

## Veröffentlichungen
- Giambattista Vico und René Descartes. Die geschichtliche Kritik des cartesischen Realismus. In: Archiv für Rechts- und Sozialphilosophie 30,4 (1934), S. 561–579
- Politischer Aktivismus und Sozialer Mythos. Giambattista Vico und die Lehre des Faschismus. Junker und Dünnhaupt, Berlin 1935
- Anmerkungen zur Kommunalpolitik, zusammengestellt aus Reden und Vorträgen von 1959 - 1986, hrsg. von Hans Eberhard Koch, Labhard, Konstanz 1987, ISBN 3-926937-01-7
- Anmerkungen zu Kultur und Gesellschaft, zusammengestellt aus Reden und Vorträgen von 1962 - 1986, hrsg. von Hans Eberhard Koch, Labhard, Konstanz 1987, ISBN 3-926937-00-9
- Anmerkungen zur Marktwirtschaft, zusammengestellt aus Reden und Vorträgen von 1975 - 1986, hrsg. von Hans Eberhard Koch, 1986, 2. Aufl. Labhard, Konstanz 1987
- Konstanten für Wirtschaft und Gesellschaft, hrsg. von Jolanda Rothfuß und Hans-Eberhard Koch, 3 Bde., Labhard, Konstanz 1988–1998, ISBN 3-926937-03-3, ISBN 3-926937-12-2, ISBN 3-926937-43-2
- Gemeinsam mit Richard Bräu, Eberhard Demm, Hans G. Nutzinger (Hrsg.): Alfred-Weber-Gesamtausgabe. Metropolis Verlag, Marburg 1997–2003, 10 Bände